# TI Fluid Systems
TI Fluid Systems ist ein britischer Automobilzulieferer mit Hauptsitz in Oxford und weiterem Unternehmenssitz in Auburn Hills, Michigan.
Das Unternehmen geht bis auf die Bundy Corporation zurück, welche 1922 in Detroit gegründet wurde und bereits Kraftstoffleitungen für das Ford Modell T lieferte. Bundy wurde 1988 durch die TI Group aufgekauft, welche 2000 selbst durch die Smiths Group einverleibt wurde. 2001 wurde TI Automotive als eigenständiges Unternehmen ausgegliedert und 2015 von Bain Capital übernommen. Im Oktober des Jahres 2017 gelang der Gang an die London Stock Exchange unter dem neuen Namen TI Fluid Systems. Die Gesellschaft ist im FTSE 250 Index vertreten. 
TI Fluid Systems gliedert sich heute in die Bereiche „Fuel Tank & Delivery Systems“, welche für die Herstellung von Kraftstofftanks und -pumpen verantwortlich zeichnet und „Fluid Carrying Systems“ für Brems- und Kraftstoffleitungen.